# Vinhos da França

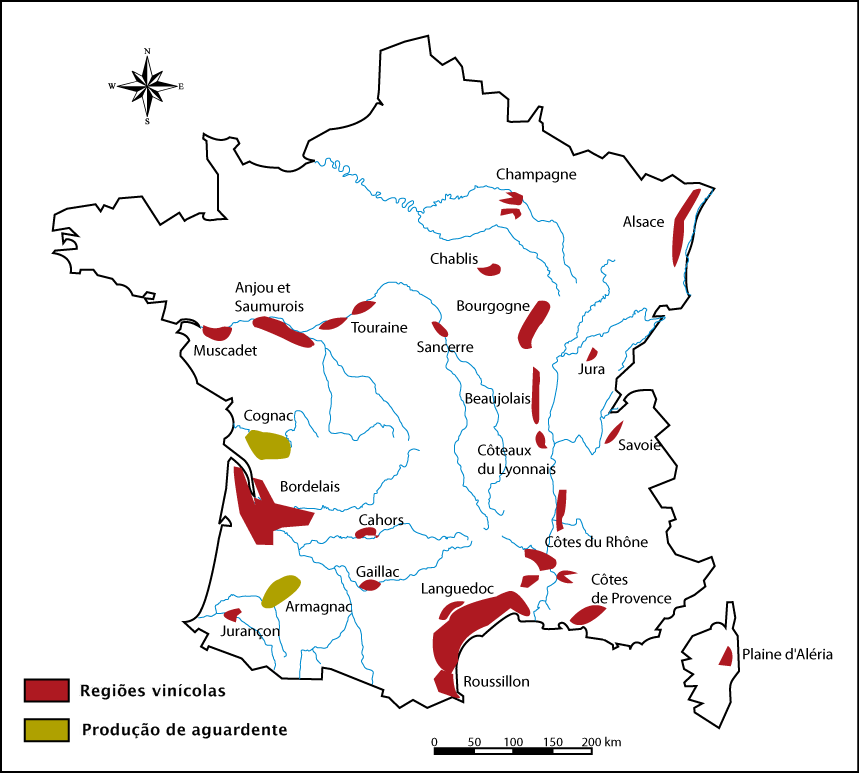

A França é um país em que o vinho está inserido no cotidiano de seu povo, o vinho é um trunfo de seu povo, motivo de orgulho e prestigio internacional, seus vinhedos são a expressão máxima de qualidade, onde o terroir é gritante e fundamental. Os diferentes tipos de vinhos em pequenos espaços de terrenos, são marcantes.
Existem na França vinhos excepcionais e também grandes vinhos que devem ser bebidos sem grandes preocupações. A primeira preocupação de um enófilo que está prestes a conhecer os vinhos da França é saber diferenciar os vinhos, já que existem dezenas de denominações de origem e comunas com nomes de vinhedos.

## Classificação dos vinhos franceses
Encontram-se nos rótulos dos vinhos franceses as seguintes especificações:
- Vin de Table (vinho de mesa): Vinho comum, feito sem muitos cuidados, não são muito expressivos e possuem baixo custo beneficio.
- Vin de pays (vinhos de região): Vinho comum, também conhecido como vinho ordinário, teve seu nome modificado devido ao significado da palavra ordinário em outras línguas como o Português.
- Vin délimité de qualité supérieure- VDQS (Vinhos Delimitados de Qualidade Superior): Nesta categoria temos vinhos realmente respeitáveis, de qualidade superior, que deverão seguir os mesmos critérios de um AOC, mas terão que passar por uma degustação técnica rigorosa. Pode ser considerada uma categoria de transição, pois normalmente os VDQS aguardam a regulamentação para AOC. Esta categoria representa uma pequena parte da produção francesa.[1]
- Appellation d'origine contrôlée- AOC (Vinhos de designação de origem controlada): Nesta categoria estão os vinhos cujas qualidades são superiores aos anteriores, mas que nem sempre é garantia de boa qualidade, existe um controle mais rigoroso, e o vinho tem que ser dá zona especificada no rótulo e também obedecer a algumas especificações que estão na legislação especifica de cada região (como por exemplo: limite de produção por hectare, quais as uvas que podem ser cultivadas, os métodos de vinificação).

## Terroirs
O conceito de terroir é uma particularidade francesa que dá a seus vinhos personalidade, de acordo com as uvas utilizadas, os terrenos onde foram cultivadas, o microclima da região, a experiência dos viticultores e ainda a qualidade da cave ou dos barris. O terroir é, além disso, um conceito cultural, ligado às comunidades locais, que vivem do cultivo e culto ao vinho.

### Os grandes terroirs
- Vinhedo d'Alsace
- Vinhedo Beaujolais
- Vinhedo de Bordeaux
- Vinhedo de Bourgogne
- Vinhedo de Champagne
- Vinhedo de Corse
- Vinhedo do Jura
- Vinhedo do Languedoc
- Vinhedo de Provence
- Vinhedo do Roussillon
- Vinhedo de Savoie
- Vinhedo du Sud-Ouest
- Vinhedo de Val-de-Loire
- Vinhedo do vale do Rhône